# Wilhelm Meise (Ornithologe)

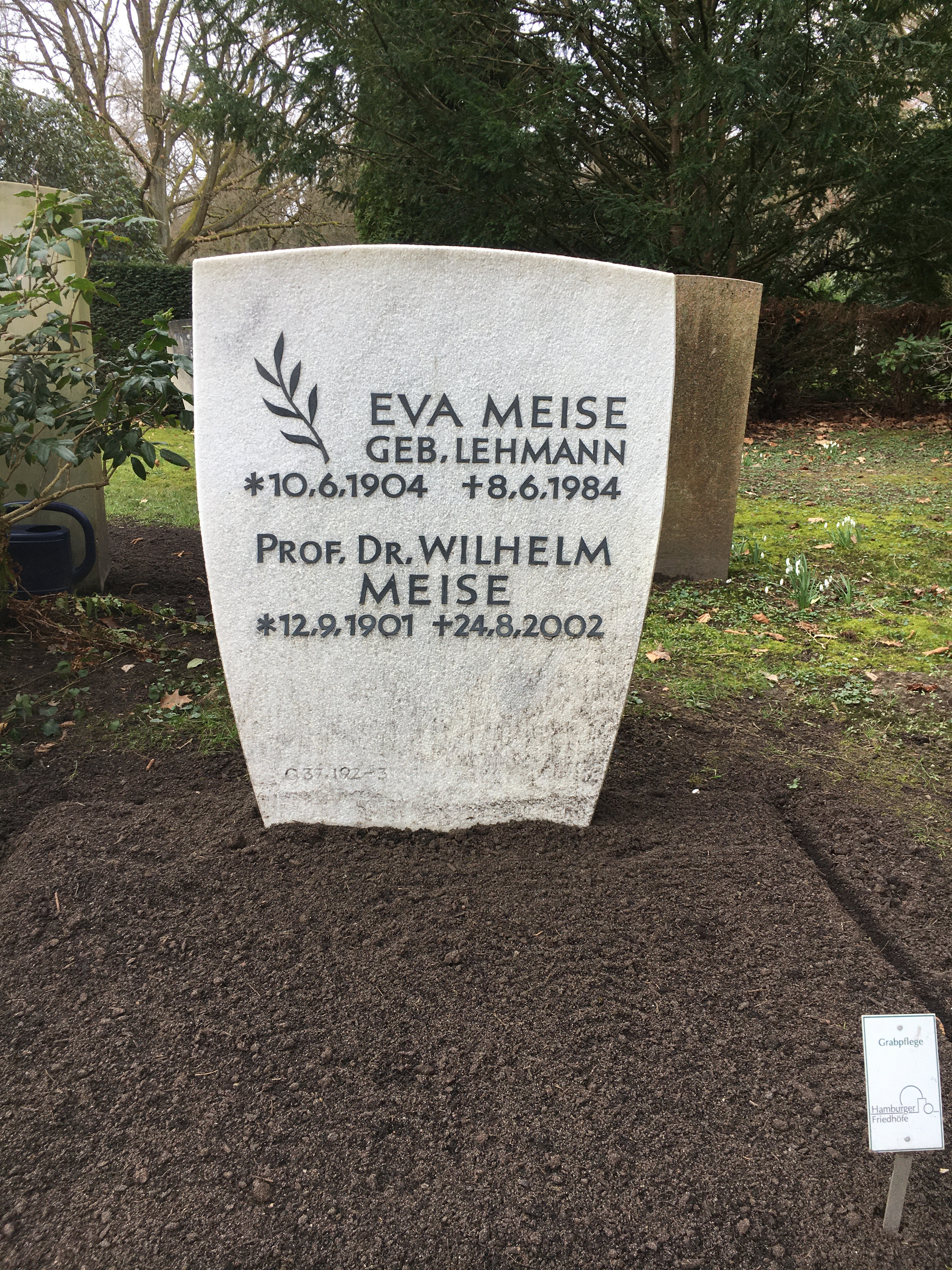
Grabstätte Wilhelm Meise auf dem Ohlsdorfer Friedhof

Wilhelm Meise (* 12. September 1901 in Essen; † 24. August 2002 in Hamburg) war ein deutscher Ornithologe.

## Leben und Wirken
1924 schrieb sich Wilhelm Meise an der Friedrich-Wilhelms-Universität zu Berlin ein. Er studierte Zoologie, Botanik, Chemie, Geographie und Mathematik. Auf Anregung von Erwin Stresemann schrieb er 1928 seine Doktorarbeit mit dem Titel Die Verbreitung der Aaskrahe (Formenkreis Corvus corone L.) über die Verbreitung der Aaskrähe und ihre Hybridisierung mit der Nebelkrähe. Die Ergebnisse dieser Studie wurden in zahlreichen Lehrbüchern als Beispiel für die Hybridisierung von Vögeln auf Artebene zitiert. 1929 zog er nach Dresden und wurde Kurator in der Abteilung für Wirbeltiere am Museum für Tierkunde Dresden. 1930 heiratete er. Aus dieser Ehe gingen drei Kinder hervor. 1936 veröffentlichte er die Studie Zur Systematik und Verbreitungsgeschichte der Haus- und Weidensperlinge, Passer domesticus l. und Hispaniolensis T.: Über Artentstehung durch Kreuzung in der Vogelwelt, in der er die systematischen und evolutionären Beziehungen zwischen dem Haussperling und dem Weidensperling und insbesondere den Status des Italiensperlings untersuchte.
Er war im Zweiten Weltkrieg von 1939 bis 1945 Flugmelder der Wehrmacht. Er geriet 1945 in sowjetische Kriegsgefangenschaft und war drei Jahre in einem Kriegsgefangenenlager in Sibirien.
Er wurde 1950 Mitarbeiter am Berliner Museum für Naturkunde. 1951 wurde er Kurator für Ornithologie am Zoologischen Staatsinstitut und Zoologischen Museum in Hamburg und Assistenzprofessor an der Universität Hamburg. Diese Positionen hatte er bis 1969 beziehungsweise 1972 inne. Von 1952 bis 1962 war er Präsident des Vereins Jordsand. 1955 unternahm er eine Expedition nach Angola. In der Folgezeit veröffentlichte er mehrere wissenschaftliche Arbeiten über die geographischen Variationen, die Artbildung und die Entwicklungsgeschichte afrikanischer Vögel. Zwischen 1960 und 1992 veröffentlichte Meise 47 Teile des Handbuchs der Oologie, eine Buchreihe, die 1960 von Max Schönwetter begonnen und nach dessen Tod 1961 von Wilhelm Meise fortgesetzt wurde. Das Werk beschreibt auf 3666 Seiten alle Vogelarten- und Unterarten, deren Eier bekannt sind. Zusammen mit Rudolf Berndt gab er ab 1958 das dreibändige Standardwerk Naturgeschichte der Vögel heraus.
Meises ungefähr 170 Publikationen beschäftigen sich hauptsächlich mit Vögeln, gelegentlich aber auch mit der Systematik von Skorpionen, Spinnen, Echsen, Schlangen und Weichtieren. Er wirkte an der Enzyklopädie Grzimeks Tierleben mit und übersetzte englische Werke wie zum Beispiel Birds of the World von Roger Tory Peterson und James Fisher ins Deutsche. 1972 ging er in den Ruhestand. Nur einen Monat vor seinem 101. Geburtstag starb er im Jahr 2002 in Hamburg und wurde auf dem dortigen Friedhof Ohlsdorf beigesetzt.

## Werke (Auswahl)
- 1929: Verzeichnis der Typen des Staatlichen Museums für Tierkunde in Dresden: 2. Teil: Vögel
- 1929: Verzeichnis der Zeitschriften, die im Gebäude des Museums für Naturkunde vorhanden sind : enthaltend die Zeitschriften, des Zoologischen Museums, des Zoologischen Institutes, des Geologisch-Paläontologischen Institutes, der Deutschen Gesellschaft für Säugetierkunde, der Deutschen Ornithologischen Gesellschaft, der Deutschen Entomologischen Gesellschaft.
- 1930: Theoretisches zur Geschichte des Vogelzuges
- 1931: Der Kuckuck
- 1933: Scorpiones : The Norwegian Zoological Expedition to the Galapagos Islands 1925 ; 8
- 1934: Die Vogelwelt der Mandschurei
- 1936: Zur Systematik und Verbreitungsgeschichte der Haus- und Weidensperlinge, Passer domesticus l. Und Hispaniolensis T.: Ueber Artentstehung durch Kreuzung in der Vogelwelt
- 1937: Zur Vogelwelt des Matengo-Hochlandes nahe dem Nordende des Njassasees.
- 1951: Der Abendsegler
- 1957: Fünfzig Jahre Seevogelschutz: Festschrift des Vereins Jordsand zur Begründung von Vogelfreistätten an den deutschen Küsten
- Über neue Hühner, Specht und Singvogelrassen von Angola. In: Abhandlungen und Verhandlungen des Naturwissenschaftlichen Vereins in Hamburg (= Neue Folge). Band 2, 1958, S. 63–83 (1957).
- 1958–1966: Naturgeschichte der Vögel: ein Handbuch der allgemeinen und speziellen Vogelkunde (3 Bände) (zus. mit Rudolf Berndt)
- 1960–1992: Handbuch der Oologie (47 Teile)
- 1979: Das bunte Buch der Vögel – Einführung in die Vogelkunde (deutsche Übersetzung von Birds of the World (Roger Tory Peterson & James Fisher, 1964))